# Alfred Horcher
Gustav Alfred Horcher, gen. Alfred Horcher (* 18. Mai 1903 in Lahr; † 21. Mai 1995 in Freiburg im Breisgau) war ein deutscher Verwaltungsbeamter und in den Jahren 1947 und 1948 Landrat des Landkreises Lörrach.

## Ausbildung und frühe berufliche Laufbahn
Horcher besuchte ab 1909 zunächst die Volksschule, dann ab 1912 das Gymnasium in Lahr. 1921/22 betrieb er erste Studien, war dann aber von 1922 bis 1923 kaufmännischer Volontär. Von 1923 bis 1928 war Horcher als Kaufmann in verschiedenen Betrieben tätig. Ab 1928 studierte er dann Rechtswissenschaften in Freiburg im Breisgau und Heidelberg, welche er 1936 mit der Großen Juristischen Dienstprüfung abschloss. Zeitgleich war Horcher von 1931 bis 1936 Gerichtsreferendar im badischen Vorbereitungsdienst. Im September und Oktober 1936 leistete Horcher seine Grundausbildung bei der Wehrmacht ab.

## Spätere Karriere und Kriegszeit
1936 und 1937 war er als Justiziar der Firma Oberpaur in Freiburg tätig, von 1937 bis 1940 dann als Angestellter beim Finanzamt Freiburg. Von Oktober 1940 bis August 1941 saß Horcher wegen Verbrechens gegen § 5 Abs. 1 Ziffer 3 der 1938 erlassenen Kriegssonderstrafrechtsverordnung in Haft. Nach seiner Entlassung arbeitete er als Rechtsgutachter für das Erzbischöfliche Ordinariat in Freiburg im Breisgau. Von 1942 bis 1945 nahm er dann als Sanitätsgefreiter der Wehrmacht am Zweiten Weltkrieg teil.

## Nachkriegszeit
Von September 1945 an arbeitete Alfred Horcher wieder als Angestellter des Finanzamtes in Freiburg, bevor er 1947 und 1948 als Landrat im Landkreis Lörrach amtierte.